# Louis Delabat
Louis Delabat est un homme politique français né le 3 avril 1757 à Lyon (Rhône) et décédé le 12 août 1813 à Soissons (Aisne).
Curé de la paroisse de Saint-Léger à Soissons, il est député suppléant du clergé aux États généraux de 1789. Il est admis à siéger le 3 novembre 1789. Après le Concordat de 1801, il est chanoine à Soissons.

## Sources
- « Louis Delabat », dans Adolphe Robert et Gaston Cougny, Dictionnaire des parlementaires français, Edgar Bourloton, 1889-1891 [détail de l’édition]